# Cerca de tu casa
Pour plus de détails, voir Fiche technique et Distribution.
Cerca de tu casa est un film espagnol réalisé par Eduard Cortés, sorti en 2016.

## Synopsis
Une famille n'a pas les moyens de payer l'hypothèque de sa maison et est obligée d'aller vivre avec les parents de la mère.

## Fiche technique
- Titre : Cerca de tu casa
- Réalisation : Eduard Cortés
- Scénario : Eduard Cortés et Piti Español
- Musique : Sílvia Pérez Cruz
- Photographie : David Omedes
- Montage : Koldo Idígoras
- Production : Loris Omedes
- Société de production : Afrodita Audiovisual, Bausan Films, Televisió de Catalunya et Televisión Española
- Pays :  Espagne
- Genre : Aventure, drame et film musical
- Durée : 93 minutes
- Dates de sortie : 
  -  Espagne : 2 septembre 2016

## Distribution
- Sílvia Pérez Cruz : Sònia
- Adriana Ozores : Mercedes
- Ivan Massagué : Dani
- Manuel Morón : Martín
- Oriol Vila : Pablo
- Ivan Benet : Jaime
- Carla Fabregat : Andrea
- Lluís Homar : Tomás
- Montse Morillo : Lucía
- Anna Barrachina : Ana
- Ian Omedes : Nacho
- Marta Domingo : Laura
- Assun Planas : Patty
- Christian Stamm : Günther
- Nadine Schlatteleijn : Bertha

## Distinctions
Le film a été nommé pour deux prix Goya et a reçu celui de la meilleure chanson pour Ai, ai, ai chantée par Sílvia Pérez Cruz.